# Romersk-katolska kyrkan i Slovenien
Romersk-katolska kyrkan i Slovenien är en del av den världsomspännande Romersk-katolska kyrkan under andlig ledning av påven och kurian i Rom. Slovenien är indelat i två ärkestift och fyra stift. Över en miljon (58% av befolkningen) av Sloveniens invånare deklarerar sig som katoliker.
Maribor stift blev upphöjt till ärkestift av påve Benedikt XVI år 2006. Utöver detta utökade påven landets stift genom att skapa tre nya stift: Novo Mesto, Celje och Murska Sobota.

## Organisation
- Ljubljana ärkestift
  - Koper stift
  - Novo Mesto stift
- Maribor ärkestift
  - Celje
  - Murska Sobota

## Galleri

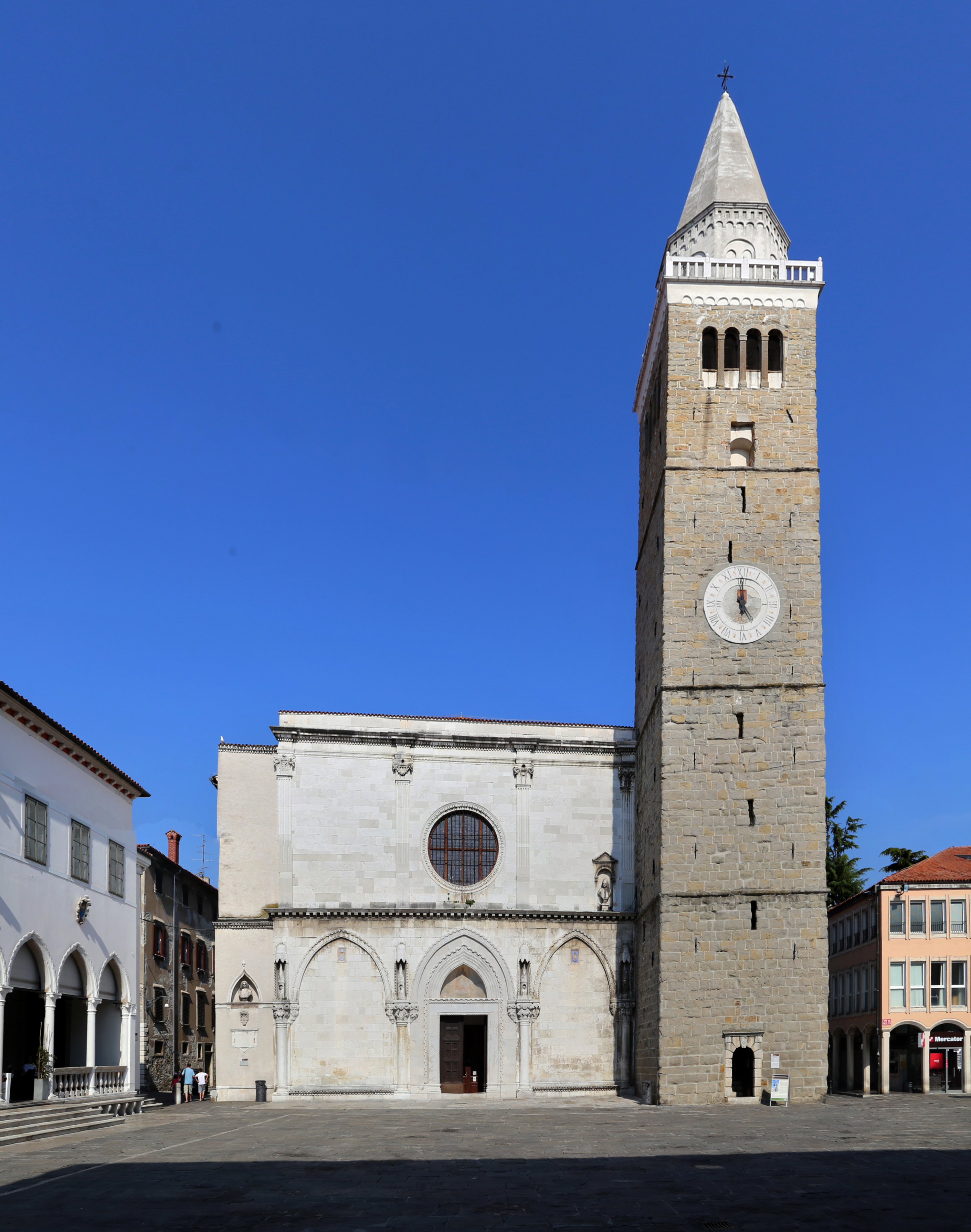
Kyrka i Koper
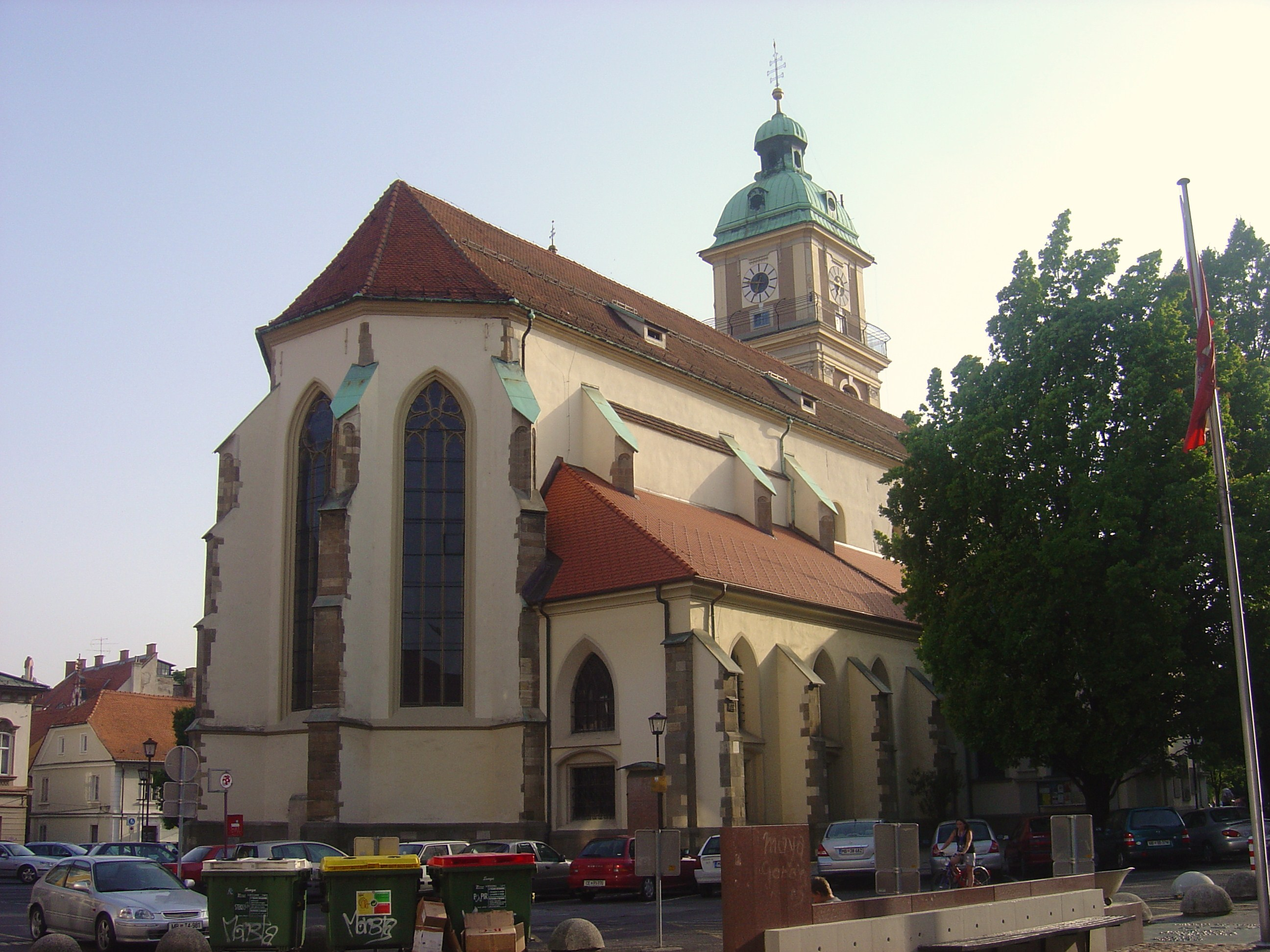
Kyrka i Maribor
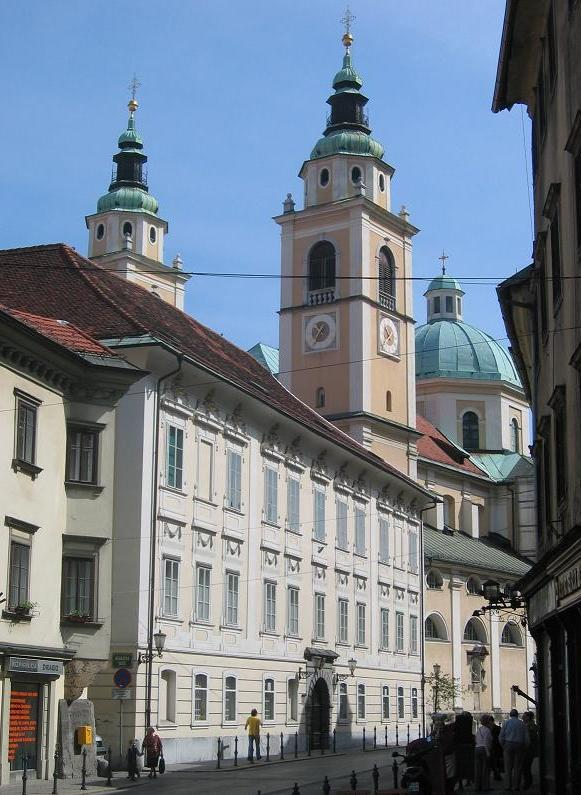
Kyrka i Ljubljana